# Kieler Vertrag (1867)
Der Kieler Vertrag war ein am 23. Februar 1867 zwischen dem Großherzog Peter II. von Oldenburg und Preußen geschlossener Vertrag, in dem Preußen einen Teil Holsteins abtrat.

## Hintergrund
Infolge des Deutsch-Dänischen Krieges 1864 fiel 1865 Holstein an Österreich und Schleswig an Preußen. Nach dem Deutschen Krieg von 1866 annektierte Preußen durch Gesetz vom 24. Dezember 1866 die Herzogtümer Schleswig und Holstein. Bereits am 27. September 1866 war mit Großherzog Peter II. (als Haupt der Gottorper Linie) eine Vereinbarung zur Abfinderung seiner bereits 1864 erhobenen Erbansprüche auf Teile Holsteins gegenüber Preußen geschlossen worden. Damit war dem Ziel Oldenburgs, das (seit dem Plöner Vertrag von 1843) aus zwei Teilen bestehende Fürstentum Lübeck territorial zu arrondieren und zu einem Gebiet zu vereinigen, entsprochen.

## Vertragsinhalt
Mit dem am 23. Februar 1867 in Kiel geschlossenen Kieler Vertrag trat Preußen an Peter II. von Oldenburg gegen Verzicht auf dessen Erbansprüche ab:
- Das Amt Ahrensbök (ohne das Dorf Travenhorst) (mit der Fleckengemeinde Ahrensbök, mit dem Vorwerk Ahrensbök, Barghorst, Barkau, Curau, Dakendorf, Ekelsdorf, Gießelrade, Gnissau, Grebenhagen, Gronenberg, Groß Steinrade, Haffkrug, Havekost, Hohenhorst, Holstendorf, Kesdorf, Lebatz, Middelburg, Neuhof, Ottendorf, Pönitz, Schwienkuhlen, Siblin, Spechserholz, Steenrade, Süsel mit dem Vorwerk Süsel, Tankenrade sowie Woltersmühlen).
- Die in lübschem Besitz befindlichen, zu Holstein gehörenden Güter Eckhorst, Mori (mit Klein Steinrade und Ravensbusch) und Stockelsdorf (mit Mariental und Fackenburg)
- Die in Besitz des Heilig-Geist-Hospital zu Lübeck befindlichen, zu Holstein gehörenden Dörfer Böbs und Schwochel
- Die Hoheit über den Dieksee
- Zudem zahlte Preußen eine Entschädigung von einer Million Taler.

## Vereinigung mit dem Fürstentum Lübeck
Am 19. Juni 1867 wurden die von Preußen abgetretenen Gebiete Teil des Fürstentums Lübeck, das damit eine geschlossene Einheit bildete und zudem Zugang zur Ostsee erhielt.